# William Henry (kemik)
William Henry, angleški kemik, * 12. december 1775, Manchester, † 2. september 1836, Pendlebury.
Henry je leta 1771 iznašel postopek za pripravo magnesia alba.

## Priznanja

### Nagrade
- Copleyjeva medalja (1808)

1. 1 2  SNAC — 2010.
2. 1 2  Proleksis enciklopedija, Opća i nacionalna enciklopedija — 2009.
3. 1 2  Base biographique — BIU Santé.
4. 1 2  Генри Уильям // Большая советская энциклопедия: [в 30 т.] — 3-е изд. — Moskva: Советская энциклопедия, 1969.